# Zschorna (Lossatal)
Zschorna ist eine Siedlung im Norden des sächsischen Landkreises Leipzig und gehört zur Gemeinde Lossatal. 

## Geografie
Der Ort befindet sich ca. 8 Kilometer östlich von Wurzen. Er gruppiert sich um das Schloss Zschorna und liegt an kleinen Zubringern für den Bach Lossa. Im Osten grenzt der Ort an den Leistenbusch, welcher sich aus einer Kombination von Weideflächen und Wald zusammensetzt. In den anderen drei Himmelsrichtungen hat man über die Felder freie Sicht auf die umliegenden Orte. Im Norden schließt sich Hohburg mit den Hohburger Bergen an. Nordwestlich erstrecken sich der Kaolinsee und das 40,6 ha große Naturschutzgebiet Kleiner Berg Hohburg. Südöstlich des Dorfes liegt inmitten der weiten Feldflur ein schmaler Flugplatz. Hier startet und landet ein Fluglehrer mit seinem Leichtflugzeug, an Bord Flugschüler oder Leute, die sich ihr Heimatgebiet von oben ansehen möchten.

## Geschichte
Der Ort wurde erstmals urkundlich im Jahr 1284 als „Tammo de Schurnowe“ erwähnt. Später wurde daraus „Hans Truchßes zcw Zschorne“ und „Tzornaw“. Der Ort Zschorna war bis 1952 eigenständig. Er wurde dann zur Gemeinde Lüptitz eingemeindet. Im Jahr 1993 wurde die Gemeinde erweitert und Hohburg zugeordnet. Die letzte Reform wurde 2012 mit der Eingliederung zur Gemeinde Lossatal vollzogen.
| 1284 | Tammo de Schurnowe             |
| 1333 | Schurnowe                      |
| 1441 | Hans Truchßes zcw Zschorne     |
| 1495 | Zschornaw                      |
| 1505 | Tzornaw                        |
| 1753 | Zschorna                       |
| 1875 | Zschorna b. Wurzen (Zschornau) |

## Kultur und Sehenswürdigkeiten

### Kulturdenkmale
In der Liste der Kulturdenkmale in Lossatal sind für Zschorna acht Kulturdenkmale aufgeführt, darunter
- das Rittergut Zschorna